# Bernville
Bernville  è un comune (borough) degli Stati Uniti d'America, nella contea di Berks nello Stato della Pennsylvania. Secondo il censimento del 2010 la popolazione è di 955 abitanti.

## Società

### Evoluzione demografica
La composizione etnica vede una maggioranza della razza bianca (94,1%), seguita da quella afroamericana (1,4%) dati del 2010.
| borough di Bernville Popolazione |     |
| 2000                             | 865 |
| 2010                             | 955 |

## Eventi
Bernville è famoso per ospitare ogni Natale nella sua periferia il Christmas  Village, un vasto territorio coperto da luci e strutture che ritraggono la bellezza del Natale.